# 30 Dywizja Piechoty Armii Krajowej
30 Dywizja Piechoty AK (30 DP AK) – wielka jednostka piechoty Armii Krajowej.

## Formowanie i działania
Zgodnie z założeniami planu „Burza”, wyrażonymi w rozkazie z września 1942], oddziały partyzanckie miały zostać odtworzone w oparciu o Ordre de Bataille Wojska Polskiego sprzed 1 września 1939 roku
W wyniku przeprowadzania akcji odtwarzania przedwojennych jednostek wojskowych w 1944 powstała 30 Dywizja Piechoty AK  (krypt. „Twierdza”), w skład której weszły oddziały partyzanckie Okręgu Polesie.
Ogółem skoncentrowało się ok. 1 000 partyzantów, w tym oddział UBK AK z obwodu Sokołów Podlaski ppor. Czesława Grądzkiego oraz prawdopodobnie oddział NSZ ppor. F. Malinowskiego ps. „Buksa”, który po stoczeniu walki z niemiecką jednostką SS nad Bugiem (zabito 48 Niemców), dołączył do formującej się dywizji.
W lipcu 1944 operujące w pasie nadbużańskim oddziały 30 Poleskiej DP AK stoczyły wiele walk i potyczek z Niemcami, m.in. rozbiły transporty na trasie Wysokie Litewskie – Drohiczyn, pod Adamowem, Wilanowem, koło stacji kolejowej Nurzec, pod Boratyńcem Lackim i Boratyńcem Ruskim. Następnie weszły w kontakt taktyczny z oddziałami Armii Czerwonej i przez kilka dni walczyły wspólnie.
30 lipca dostały od dowództwa sowieckiego rozkaz przejścia z rejonu Tokar do Orzeszkowa koło Hajnówki. Po rokowaniach, podjęły marsz na południe, w rejon Ruskowa.
4 sierpnia oddziały dywizji przeszły Bug po przęsłach mostu kolejowego obok stacji kolejowej Siemiatycze. Po drodze wyzwoliły szereg miejscowości, m.in. Sarnaki. 30 DP AK podjęła wówczas próbę marszu na odsiecz Powstaniu Warszawskiemu. Marsz zakończył się o jednak 15 sierpnia w okolicy Dębe Wielkie na przedpolach Warszawy, gdzie dywizję otoczyły i rozbroiły oddziały sowieckie. Szeregowych żołnierzy wywieziono na Majdanek koło Lublina, a oficerów do ZSRR.

## Struktura organizacyjna
- Dowództwo – ppłk Henryk Krajewski ps. „Trzaska”
- 82 pułk piechoty AK – mjr. Stanisław Trondowski ps. „Grzmot”
- 84 pułk piechoty AK – kpt. Alfred Paczkowski ps. „Wania”, „Dawid”.